# Дрест III
Дрест III — король пиктов в VI веке.

## Биография
Дрест III был сыном Уудроста или Уудроссига. «Хроника пиктов» сообщает, что он имел соправителя Дреста IV. Длительность его правления в различных источниках колеблется от одного до пятнадцати лет.